# Serafim al II-lea al Constantinopolului
Serafim al II-lea Anina (în greacă Σεραφεὶμ Β´, transliterat: Serafeim 2; n. 1690, Delvina, Regiunea Vlorë, Albania – d. 7 decembrie 1779, Mhar Monastery⁠(d), Regiunea Poltava, Ucraina) a fost un cleric ortodox grec, care a îndeplinit funcția de patriarh ecumenic al Constantinopolului din 1757 până în 1761.

## Biografie
S-a născut în orașul Delvinë (situat astăzi în sudul Albaniei moderne), la sfârșitul secolului al XVII-lea. Înainte de a fi ales patriarh al Constantinopolului pe 22 iulie 1757 a fost mitropolit de Philippoupolis.
În calitate de patriarh, a introdus în calendar în 1759 sărbătoarea Sfântului Andrei pe 30 noiembrie și i-a oferit monahului athonit Cosma din Etolia permisiunea să înceapă în 1760 un turneu misionar în satele Traciei.
În 1759 l-a invitat pe teologul grec Evghenie Vulgaris să preia conducerea Academiei Patriarhale de la Constantinopol pentru a reforma învățământul teologic și, în perioada cât a predat la academie, influențat de idealurile proruse ale patriarhului Serafim, Vulgaris a contribuit la reapropierea Imperiului Rus de Patriarhia Ecumenică a Constantinopolului. Drept consecință, Serafim al II-lea a fost destituit în 26 martie 1761 și exilat pe Muntele Athos, fiind înlocuit de autoritățile otomane cu mitropolitul Ioanichie al Calcedonului. El a reconstruit o veche casă monahală pe Muntele Athos și a închinat-o Sfântului Andrei. Această casă a devenit în cele din urmă Schitul Sfântului Andrei.
În domeniul politicii, a sprijinit Imperiul Rus în timpul Războiului Ruso-Turc din 1768-1774 și înființarea unui stat ortodox prorus în regiunea Balcanilor. În 1769 a îndemnat populația greacă să se răzvrătească împotriva turcilor. După eșecul rebeliunii, s-a mutat în 1776 în Ucraina, unde a murit la 7 decembrie 1779. A fost înmormântat la Mănăstirea Mhar din regiunea Poltava.